# Yves Rénier
Yves Rénier (Berna, 29 settembre 1942 – Neuilly-sur-Seine, 24 aprile 2021) è stato un attore svizzero naturalizzato francese.

## Biografia
Nato da Max Rénier, attore francese, e da madre inglese, Yves Rénier iniziò la sua carriera cinematografica nel 1961 con la partecipazione al film Il conte di Montecristo, dove interpretò il ruolo di Albert de Morcef. Dopo questa prima esperienza, si aprì per Rénier un periodo di intenso lavoro che lo portò al ruolo che forse più di ogni altro lo ha fatto conoscere al grande pubblico, quello di André Bellegarde nel film per la televisione Belfagor o Il fantasma del Louvre (1965). L'anno successivo recitò nella commedia televisiva Les Globe-trotters a fianco di Edward Meeks.
Negli anni settanta recitò a fianco di attori celebri come Johnny Hallyday e Véronique Jannot, dedicandosi negli anni novanta anche al doppiaggio. Nel 2005 apparve nello sceneggiato Dolmen con Ingrid Chauvin. Nel 2007 recitò in Trois amis di Michel Boujenah a fianco di Kad Merad e Mathilde Seigner. Sul finire del 2008 realizzò la fiction Kalach con Gérard Lanvin e Gérard Depardieu, girata in Francia e in Thailandia.
Ebbe quattro figli: Samantha (attrice), nata nel 1974, con Virginie; Lola (cantante), nel 1986 con Hélène Zidi; Jules (1997), e Oscar (2000) con Karine.

## Filmografia

### Cinema
- Il conte di Montecristo (Le Comte de Monte-Cristo), regia di Claude Autant-Lara (1961)
- Le vergini (Les Vierges), regia di Jean-Pierre Mocky (1963)
- Chi vuol dormire nel mio letto? (Méfiez-vous, mesdames!), regia di André Hunebelle (1963)
- Un ragazzo e una ragazza (Le Grand Dadais), regia di Pierre Granier-Deferre (1967)
- Le Mois le plus beau, regia di Guy Blanc (1968)
- Un merveilleux parfum d'oseille, regia di Rinaldo Bassi (1969)
- George qui?, regia di Michèle Rosier (1973)
- Gazzosa alla menta (Diabolo menthe), regia di Diane Kurys (1977)
- Adieu blaireau, regia di Bob Decout (1984)
- Pékin central, regia di Camille de Casabianca (1987)
- Frantic, regia di Roman Polański (1988)
- Merci la vie - Grazie alla vita (Merci la vie), regia di Bertrand Blier (1991)
- Soldi proibiti (Les Anges gardiens), regia di Jean-Marie Poiré (1995)
- Je règle mon pas sur le pas de mon père, regia di Rémi Waterhouse (1998)
- Mortel Transfert,  regia di Jean-Jacques Beineix (2000)
- Absolument fabuleux, regia di Gabriel Aghion (2001)
- Sexes très opposés, regia di Éric Assous (2001)
- Le Raid, regia di Djamel Bensalah (2002)
- Dolmen serie TV (2005)
- Trois amis, regia di Michel Boujenah (2007)
- Beur sur la ville, regia di Djamel Bensalah (2011)

### Televisione
- Les Jours heureux, regia di Arnaud Desjardins – serie TV (1961)
- La Vie que je t'ai donnée, regia di Guy Lessertisseur – serie TV (1961)
- Tous les chats sont gris, regia di Guy Lessertisseur – serie TV (1963)
- Les Cinq Dernières Minutes, regia di Bernard Hecht – (episodio 45 tours... et puis s'en vont) (1964)
- Belfagor o Il fantasma del Louvre (Belphégor ou le Fantôme du Louvre), regia di Claude Barma – serie TV, 4 episodi (1965)
- Illusions perdues, regia di Maurice Cazeneuved – mini-serie, 4 episodi (1966)
- Les Globe-trotters, serie di Claude Boissol e Jacques Pinoteau – serie TV, 39 episodi (1966-1969)
- Les Aventures de Tom Sawyer  – cartone animato (1969)
- Prière pour Éléna, regia di Abder Isker – serie TV (1971)
- Figaro-ci, Figaro-là, regia di Hervé Bromberger Gudin – serie TV (1972)
- Un tyran sous la pluie, regia di Philippe Arnal – serie TV (1973)
- Le Cheval évanoui, regia di Alain Dhénaut – film TV (1976)
- Il commissario Moulin (Commissaire Moulin), regia di Paul Andréota – serie TV, 76 episodi (1976-2006)
- Zigzags, regia di Bruno Gantillon – serie TV (1978)
- Pour tout l'or du Transvaal, regia di Claude Boissol – serie TV (6 episodi) (1979)
- Les Maupas, regia di Jean-François Toussaint – serie TV (1982)
- Quelques hommes de bonne volonté, regia di François Villiers – mini-serie (1983)
- Au théâtre ce soir: Chacun pour moide, regia di Daniel Colas (1984)
- Marie Pervenche, regia di Paul Andréota – serie TV - episodio 1 Le jour de gloire n'est pas prêt d'arriver (1986)
- Aventures dans le Grand Nord, regia di Gilles Carle – serie TV (episodio 1, L'Honneur des grandes neiges) (1994)
- Hold-up en l'air, regia di Éric Civanyan – serie TV (1996)
- Le Surdoué, regia di Alain Bonnot – serie TV (1997)
- Un père inattendu, regia di Alain Bonnot – serie TV (1998)
- Route de nuit, regia di Laurent Dussaux –serie TV (2000)
- Sentiments partagés, regia di Daniel Janneau – serie TV (2002)
- Dolmen, regia di Didier Albert – mini-serie (2005)
- Le Monsieur d'en face, regia di Alain Robillard – serie TV (2006)
- Otages, regia di Didier Albert – serie TV (2009)
- Section de recherches – serie TV, 2 episodi (2010)
- Plus belle la vie, serie TV (episodio Course contre la montre) (2011)
- Coût de chance, regia di Denis Malleval –serie TV (2014)
- Flic tout simplement, regia di Yves Rénier – serie TV (2015)
- Je voulais juste rentrer chez moid, regia di Yves Rénier – serie TV (2017)
- Jacqueline Sauvage: C'était lui ou moi, regia di Yves Rénier – film TV (2018)
- L'ora della verità (Le temps est assassin), regia di Claude-Michel Rome – serie TV, 8 episodi (2019)

## Regista
- Un beau mec (2008)

## Libri
- Le Parano (1986)
- Et si je m'étais trompé de vie... (2008)

## Musica
Rénier si cimentò nel 1986 con PCV, testi di Boris Berman, musica di Marc Chantereau e Pierre-Alain Dahan, con la partecipazione di Boris Berman e P. Pierangeli.